# Adele Haas
Adele Haas (* 20. Februar 1939 in Merzig als Waltrud Basenach) ist eine österreichische Opernsängerin und Gesangspädagogin.

## Leben
Nach dem Abitur studierte Adele Haas zunächst Germanistik in Saarbrücken und Wien. Im Elternhaus und in der Schule war ihre Musikalität durch Singen und Klavierspiel gefördert worden; Opern- und Theaterbesuche in der Musikweltstadt Wien veranlassten sie bald zu einem Umstieg an die Akademie für Musik und darstellende Kunst in Wien.
Nach absolvierten Studien in Oper sowie Lied und Oratorium bei Erik Werba begann ihre Karriere, die über Wiener Kammeroper und das Salzburger Landestheater ab der Spielzeit 1973/74 in die Wiener Volksoper führte. Ihr Entdecker war Karl Dönch, der sie als Christl in der Operette Der Vogelhändler bei einem kurzfristigen Einspringen bereits in der Pause spontan engagierte. Mit zahlreichen Rollen blieb sie  24 Jahre an der Wiener Volksoper engagiert, Auftritte in der Wiener Staatsoper sowie viele internationale Gastspiele eingeschlossen. Als Mrs. Pearce in dem Musical My Fair Lady nahm sie 1997 an der Seite von Michael Heltau und Julia Stemberger von der Wiener Volksoper Abschied.
Als Berta/Marcellina in Der Barbier von Sevilla, Fekluscha in Katja Kabanowa und als Marianne Leitmetzerin in Der Rosenkavalier gastierte sie von 1991 bis 1994 an der Wiener Staatsoper. Beim Opernfestival operklosterneuburg sang sie 1998 ebenfalls die Berta in Gioacchino Rossinis Barbier von Sevilla.
Im Opernfach entwickelte sie sich in der Oper Die Zauberflöte von der Papagena zur Pamina und später Erste Dame, in Le nozze di Figaro wechselte sie von der Barbarina bald zur Susanna. Sie sang Jungfer Anna Reich in Die lustigen Weiber von Windsor, Marie in Zar und Zimmermann, beides in mehreren Inszenierungen, ebenso wurde die Gretel eine oft gespielte Rolle. Sie sang außerdem das Gretchen in Albert Lortzings komischer Oper Der Wildschütz. In der Spielzeit 1984/85 war sie an der Wiener Volksoper als Frau Häberlein in der Oper Kleider machen Leute zu hören. In Benjamin Brittens Oper Albert Herring übernahm sie die Partie der Mrs. Wordsworth. Im späteren Verlauf ihrer Karriere sang sie an der Wiener Volksoper unter anderem die Nella in Gianni Schicchi und die Ludmila in Die verkaufte Braut.
1975 sang sie im Rahmen der Bregenzer Festspiele im Palast Hohenems die Rolle der Ninetta in der Oper La finta semplice von Wolfgang Amadeus Mozart. 1981 wirkte sie im Rahmen der Bregenzer Festspiele in der Rolle der Dardane in der Oper Unverhofftes Begegnen von Joseph Haydn bei einer Produktion im Palast Hohenems mit. In der Spielzeit 1987/88 sang sie am Stadttheater St. Pölten während der Intendanz von Herwig Lenau in Hoffmanns Erzählungen alle Frauenpartien (Olympia, Antonia und Giulietta) an einem Abend.
Auch in der Operette trat Haas auf: Adele und Rosalinde in Die Fledermaus, Briefchristl und Kurfürstin in Der Vogelhändler, Franziska Cagliari in Wiener Blut in mehreren Inszenierungen mit Fred Liewehr, Karl Dönch, Wilma Lipp, Otto Edelmann, Baronin Gondremarck mit Peter Minich. Sie war im Weißen Rössl die Josepha Vogelhuber, in der musikalischen Komödie Feuerwerk spielte sie zwei Sommer lang mit Freddy Quinn. Als Lustige Witwe unternahm sie erfolgreiche Tourneen. Insgesamt verkörperte Adele Haas über 80 Rollen in Oper und Operette.
Lied und Oratorium von Barock über Romantik bis zur Moderne hatten daneben Bedeutung für sie. Mit Klavierbegleitern wie Erik Werba und Norman Shetler gastierte sie im In- und Ausland. Außerdem sang sie Uraufführungen und Erstaufführungen bei Kompositionen von Erik Werba. Mit dem Collegium Musicum Basel sang Adele Haas Joseph Haydns Die Schöpfung und Die Jahreszeiten.
Adele Haas war Gast in TV-Sendungen in Österreich und Deutschland.
Adele Haas lebt in Klosterneuburg bei Wien, ist verheiratet und Mutter zweier Kinder.

## Akademische Laufbahn
- 1964: Diplomabschluss im Fach Gesang an der Akademie für Musik und Darstellende Kunst in Wien
- 1991: Magistra artium Universität für Musik und darstellende Kunst Wien (Diplomarbeit: Voraussetzungen für den Beruf des Opernsängers)
- 1999: Professorentitel

## Auszeichnungen
- 1989: Österreichische Kammersängerin[13]
- 2005: Österreichisches Ehrenkreuz für Wissenschaft und Kunst

## Lehrtätigkeit
- 1988–1990: Universität für Musik und darstellende Kunst Wien Abteilung Sologesang
- 1991–2007: Universität für Musik und darstellende Kunst Wien Abteilung Musikpädagogik
- Meisterkurse in Deutschland, Japan, Südkorea, Taiwan

Unter ihren Studierenden und Absolventen sind Preisträger internationaler Wettbewerbe wie Genf, Zwickau, Pörtschach, Osaka und Tokio.

## LP und CD
- Adele Haas singt Lieder von Haydn, Mozart, Beethoven, Schubert (Preiser Records SPR, 3332)
- Glanzlichter der Wiener Operette (Alpha Music Wien, 198 808)
- Anton Bruckner: Requiem d-Moll (Philips 6599855)